# 小行星6933
小行星6933（6933 Azumayasan）是一颗绕太阳运转的小行星，为主小行星带小行星。该小行星于1994年12月28日发现。

## 轨道参数
小行星6933的轨道半长轴为2.6987575 UA，离心率为0.168。